# Viaje fotográfico
El viaje fotográfico es un tipo de viaje cuyo objetivo principal es la obtención de fotografías que muestren la esencia de un lugar concreto. Se trata de itinerarios pensados, organizados y realizados con la finalidad de obtener buenas fotografías. 
Desde que existe el ser humano, el viaje forma parte de él y la fotografía se ha ido convirtiendo, con el paso de los años, en una poderosa herramienta que permite al viajero inmortalizar sus experiencias en tierras lejanas y dar fe de sus vivencias en lugares exóticos junto a culturas diversas. Para la mayoría de nosotros el recuerdo más preciado de un viaje consiste en un buen número de fotografías cuya calidad nos permita recordar y compartir con los nuestros lo vivido. Así, nos llevamos a casa bellos paisajes, hermosos retratos e interesantes instantáneas que reflejen la cotidianidad de un lugar lejano. Con la incorporación de la imagen digital la presencia de la fotografía se ha hecho, si cabe, más popular surgiendo de este modo la necesidad de aprender las técnicas necesarias para dominar el arte de la fotografía.
Existen diferentes tipos de viajes en función del tipo de fotografía en el que se especializan:  naturaleza, arquitectura, personas (fotografía antropológica), etc. 